# 天囷七
鯨魚座ν，又名BD+04 418，HD 16161、SAO 110635、HR 754，是鯨魚座的一颗恒星，视星等为4.86，位于銀經164.48，銀緯-48.67，其B1900.0坐标为赤經2h 30m 37.5s，赤緯+5° -48.67′ 25″。